# Suikoden III
Suikoden III (幻想水滸伝III?, Gensō Suikoden Surī) è un videogioco di ruolo alla giapponese sviluppato e pubblicato da Konami esclusivamente per la PlayStation 2. Si tratta del terzo capitolo della saga di Suikoden ed è uscito nel 2002 in Giappone e Nord America; successivamente, un manga basato su di esso è uscito nel 2004. Il gioco cronologicamente è l'ultimo della saga, in quanto gli eventi narrati in Suikoden IV e V sono antecedenti.

## Trama
Il sistema a tre punti di vista contiene tre capitoli cronologici per personaggio. I giocatori hanno la possibilità di cambiare personaggio e punto di vista dopo la fine di ogni capitolo.

### Ambientazione
Suikoden III è ambientato nell'anno IS 475, circa 16 anni di gioco dopo gli eventi di Suikoden II. Il gioco si svolge nella variegata regione delle Grasslands, un'area a nord-ovest di Dunan, ambientazione di Suikoden II (che a sua volta era a nord dell'area di Toran da Suikoden ). Politicamente, le Grasslands sono per lo più controllate dai Sei Clan: una libera coalizione dei clan Karaya, Lizard, Duck, Chisha, Safir e Alma Kinan. I clan sono considerati piuttosto arretrati e barbari dalle potenze vicine, e i clan hanno città relativamente più piccole rispetto alle città viste altrove nell'universo di Suikoden . Sulla costa occidentale prospera la nazione mercantile di Zexen. Gli abitanti di Zexen erano una comunità ignorata dei clan delle Grasslands molto tempo fa e da allora sono diventati potenti e indipendenti. La loro architettura, politica e cittadinanza sono simili alle civiltà rinascimentali dell'Europa occidentale. A est si trovano montagne imponenti e infine Harmonia, una nazione gigantesca e popolosa. Harmonia mantiene avamposti lungo il confine, in particolare la città sottomessa e conquistata di Le Buque, un tempo un clan delle Praterie, e la cittadella commerciale di Caleria.
Tutta la magia nel mondo di Suikoden proviene da Rune. Qualsiasi persona può avere una runa incisa su di sé, anche se alcune persone sono più talentuose nel loro uso e altre possono inscrivere più di una runa (con tre come massimo generale). A sua volta, tutto il potere delle singole rune scolpite alla fine discende dalle 27 vere rune, che hanno creato il mondo nella mitologia di Suikoden . I portatori di una vera runa ottengono un potere tremendo e non invecchiano; queste Rune sono quindi fortemente contestate.
Circa 50 anni prima dell'inizio di Suikoden III, Harmonia tentò di estendere il suo controllo sulle Praterie e alla fine la invase. La resistenza era feroce e alla fine un leader di successo noto come il Campione della Fiamma emerse tra i clan che si diceva portassero la Vera Runa del Fuoco. I suoi seguaci — considerati banditi dagli Harmoniani — razziarono costantemente gli Harmoniani e divennero noti come i Portatori di Fuoco. Alla fine, fu combattuto uno scontro titanico tra gli eserciti combinati delle Praterie e di Harmonia. In esso, il Campione della Fiamma ha scatenato tutta la potenza della Runa del vero fuoco, ed entrambe le parti hanno subito tremende perdite nel conseguente divampante incendio. La battaglia fu inconclusiva, ma Harmonia si ritirò comunque, non disposta a pagare altre vite per la terra, e fu firmata una tregua.

### Il punto di vista di Hugo
Hugo è il figlio di Lucia, il capo del clan Karaya. Viene inviato a visitare la capitale dello stato di Zexen per offrire una tregua da parte dei clan, che si erano recentemente scontrati contro Zexen. La visita prende una cattiva piega e Hugo è costretto a fuggire di nuovo a Karaya, solo per trovarla in fiamme. Durante l'incendio, Hugo vede il suo amico d'infanzia, Lulu, che è ucciso da Chris Lightfellow. Desideroso di vendetta e di aiutare a difendere i clan, Hugo viaggia per le Grasslands, riunendosi infine con gli altri membri della tribù di Karaya in esilio alla Grande Cava del clan Lizard. Viene a sapere da Lilly Pendragon della storia del Campione della Fiamma, e alla fine parte alla ricerca del Campione della Fiamma per chiedere aiuto a favore dei Clan, attaccati sia dagli Zexen che, nel villaggio di Chisha, dagli Harmoniani.

### Il punto di vista di Chris
Chris Lightfellow è il capitano ad interim dei cavalieri di Zexen. Rispettata e venerata come un'eroina, è conosciuta come la "fanciulla d'argento". Mentre si dedica alla protezione del suo paese e della sua gente, Chris si sente sempre più frustrata dal Consiglio di Zexen, trovandosi in disaccordo con i loro metodi. Questo dilemma peggiora ulteriormente con l'avanzare del conflitto con i clan delle Grasslands.
Chris comanda le forze Zexen contro i clan delle Grasslands all'inizio del gioco, combattendoli in seguito al fallito accordo di tregua. Il villaggio di Karaya (dove uccide l'amico di Hugo, Lulu) e la Grande Cava del clan Lizard sono gli obiettivi delle incursioni. Al villaggio di Iksay, dove aiuta a respingere un assalto combinato dei clan Lizard e Karaya, scopre che suo padre Wyatt scomparso e presumibilmente morto potrebbe essere ancora vivo. Parte per un viaggio personale attraverso le Grasslands per trovarlo, raccogliendo tutte le tracce possibili sulla natura degli eventi recenti. In tal modo, Chris viene anche a incontrare e conoscere meglio le persone con cui ha combattuto.

### Il punto di vista di Geddoe
Geddoe è il leader riservato ed enigmatico della Dodicesima unità di difesa della frontiera meridionale di Harmonia, una banda di mercenari alle dipendenze di Harmonia. È incaricato di indagare sulle voci riguardanti la rinascita del Portatore di fuoco. In qualità di osservatore in qualche modo neutrale sul conflitto Zexen - Grassland, Geddoe e la sua banda vedono molti dei momenti più provocatori, come l'inspiegabile attacco degli Zexen al Great Hollow, l'assassinio del capo del clan Lizard e l'incendio di Karaya villaggio dagli Zexen. Nonostante gli ordini di Harmonia, Geddoe ha la sua agenda; è particolarmente sospettoso di un nuovo vescovo di Harmonia che indossa sempre una maschera.
Alla fine a Geddoe viene ordinato di cercare la stessa vera runa di fuoco, un compito piuttosto facile per lui. Geddoe è in verità il portatore della vera runa del fulmine ed è stato un compagno personale del Campione della Fiamma 50 anni prima. Si reca così verso il luogo dove è la vera runa di Fuoco per difendere ancora una volta le Grasslands.
Nonostante la sua conoscenza della storia e degli eventi, Geddoe non divulga spesso le sue informazioni, preferendo rimanere enigmatico. Allo stesso modo, i membri del suo team hanno generalmente lasciato il loro passato alle spalle e usano alias . Anche i capitoli di Geddoe sono alquanto insoliti in quanto la sua squadra cambia molto poco; dopo aver salvato e reclutato la ragazza di Karaya Aila, i 5 compagni di Geddoe restano uniti, a differenza degli altri capitoli in cui i personaggi spesso non rimangono per lunghi periodi.

### Punto di svolta
Alla fine del Capitolo 3 di ogni personaggio, i tre si incontrano al nascondiglio del Campione della Fiamma. Fino alla fine del Capitolo 3, Hugo presume che il Campione della Fiamma fosse ancora vivo e che ora si sarebbe unito al gruppo. Tuttavia, il Campione della Fiamma non è al nascondiglio; lo è la sua anziana moglie Sana. Il Campione della Fiamma è morto, poiché ha scelto di rinunciare alla sua Vera Runa e invecchiare con sua moglie. A questo punto il giocatore può scegliere un nuovo Campione della Fiamma tra i tre protagonisti. Nel canone e nel manga, Hugo diventa il Campione della Fiamma, anche se viene sottolineato che questo "destino" non è fisso. Successivamente, le forze dei "Distruttori", incontrate a più riprese in precedenza, attaccano per rivendicare loro stesse la Runa del vero fuoco, e si scopre che il vescovo mascherato è Luc dei precedenti giochi di Suikoden . Nonostante la vera runa di Vento di Luc, i Distruttori sono respinti dalle protezioni che il vecchio Campione della Fiamma ha lasciato nel suo nascondiglio.

### Capitoli 4 e 5
All'inizio del capitolo 4, l'esercito di Harmonia attacca in forza. Il nuovo Campione della Fiamma deve radunare le forze in lotta delle Grasslands e Zexen in una ritirata strategica contro l'esercito di Harmonia più grande e meglio addestrato. Dopo essersi ritirati dai villaggi dei clan Chisha e Duck, l'esercito unificato fa la sua posizione al castello fortificato di Brass e ferma l'avanzata armonica. Il nuovo Campione della Fiamma può anche (a scelta del giocatore) prendere il nome del vecchio Campione della Fiamma. Poiché il castello di Brass è una roccaforte Zexen, l'esercito unificato decide di stabilire la sua nuova base nel più neutrale castello di Budehuc, suggerito dal suo padrone, Thomas. Anche Budehuc può essere rinominato. Successivamente, sia i Distruttori di Luc che il nuovo Portatore di Fuoco avanzano alle Rovine Sindar dove è sigillata la Runa della Vera Acqua. Lì, il suo portatore Jimba — che in verità è Wyatt Lightfellow, il padre di Chris e anche un compagno di Geddoe e dell'originale Campione della Fiamma — viene ucciso e la runa viene trasmessa a Chris o a Hugo (se Chris è il Campione della Fiamma).
Nel capitolo 5, il piano politico di Luc svanisce mentre si impegna nel suo vero piano: rubare lui stesso tutte le Vere Rune elementali e usare il loro potere combinato per distruggere la sua Vera Runa che ha dominato il suo destino. Con l'aiuto di Sarah e una serie di trappole, Luc rivendica con successo le vere rune di Fulmine, Fuoco e Acqua dai protagonisti. Ruba anche la vera runa di Terra del suo presunto alleato Sasarai, garantendo così il supporto di Harmonia contro i Distruttori. Sebbene sempre più esausta, Sarah, una maga nei ranghi dei Distruttori, è ancora in grado di evocare grandi quantità di mostri magici per fungere da esercito surrogato. Un secondo assalto contro il castello di Brass viene respinto dall'esercito unificato e l'esercito di mostri viene inseguito al sito cerimoniale, dove Luc intende concentrare le energie delle Vere Rune per distruggere la sua runa. Lì, le altre Vere Rune vengono riunite e, sebbene Luc sconfigga Sasarai in un duello, l'incarnazione della vera runa di vento, che aveva dato a Luc delle visioni, viene sconfitta.

### Altri punti di vista
Ci sono tre punti di vista opzionali oltre a quelli obbligatori.
- Thomas, un giovane nobile minore delle terre del nord, ha due capitoli che diventano disponibili una volta che il suo castello viene visitato dagli altri personaggi principali. Dopo la visita del suo figlio illegittimo Thomas, Lowma, un membro del Consiglio Zexen, desidera liberarsi dell'imbarazzo nominando Thomas padrone del povero e fatiscente castello di Budehuc. Per rivitalizzare il castello, Thomas decide di affittare un terreno a potenziali proprietari di negozi per guadagnare denaro e promuovere il commercio. Con l'aiuto del personale del castello, Thomas viaggia e recluta dei personaggi (le stelle del destino). Tuttavia, si trova così a violare i regolamenti di Zexen e, alla fine, porta problemi a Budehuc. Se i capitoli di Thomas non vengono completati prima del completamento del terzo capitolo per ogni altro personaggio, non sono più disponibili e Thomas e i suoi conoscenti si uniscono alle Stelle del Destino nel Capitolo 4.
- Koroku, un cane, ha un breve capitolo destinato all'umorismo. Koroku può ascoltare altri personaggi all'interno del castello e origliare, ascoltando occasionalmente alcuni dialoghi interessanti.
- Luc è il principale antagonista del gioco. Se tutte le 108 Stelle del Destino vengono reclutate prima della fine del gioco, si può vedere lo scenario di Luc, che mostra i complotti e gli intrighi della sua banda durante il gioco.

Si ipotizza che anche Sasarai avesse un capitolo opzionale, poiché tutti i possessori di vere Rune nel gioco avrebbero quindi avuto un capitolo. Il capitolo Sasarai avrebbe presumibilmente sostituito il capitolo breve di Koroku.

## Modalità di gioco
Come altri giochi della serie, Suikoden III presenta un'ambientazione intricata e dettagliata. La storia è presentata attraverso un punto di vista variabile; piuttosto che avere un solo "eroe", la trama viene esplorata attraverso tre diversi punti di vista, consentendo di vedere gli eventi da più lati. Ci sono tre fazioni in lotta in Suikoden III, ciascuna con i propri interessi, e non esiste un lato inequivocabilmente "giusto". Hugo del clan Karaya è un ragazzo delle Grasslands, Chris Lightfellow è una Generale della nazione mercantile di Zexen e Geddoe è un membro della Forza di Difesa della Frontiera Meridionale di Harmonia, che salvaguarda il confine dell'enorme teocrazia nell'area delle Grasslands.
L'"eroe" scelto dal giocatore all'inizio del gioco è in realtà il Campione della Fiamma, l'erede del leader delle Grasslands che ha sostenuto l'indipendenza delle Grasslands contro un'incursione di Harmonia decenni fa. A differenza di altri giochi di Suikoden, che generalmente presentano un protagonista silenzioso, il Campione della Fiamma e gli altri personaggi principali hanno tutti personalità e dialoghi.
Suikoden III condivide molti elementi con altri videogiochi di ruolo. Il giocatore controlla l'attuale protagonista e viaggia con lui per la mappa del mondo, avanzando nella trama completando svariati compiti e interagendo con altri personaggi. Nelle città possono raccogliere informazioni, affilare le loro armi, apprendere nuove abilità e acquistare attrezzature; le aree selvagge generalmente presentano incontri casuali con mostri. A parte la trama principale, dopo un certo punto nei capitoli di ogni personaggio principale, possono reclutare nuovi personaggi per andare al castello di Budehuc. Il reclutamento di un personaggio spesso richiede una breve missione secondaria o altri prerequisiti. A differenza di Suikoden II e Suikoden V, Suikoden III non ha "limiti di tempo" per il reclutamento dei personaggi; supponendo che determinate decisioni sulla trama vengano prese "correttamente", è sempre possibile reclutare tutte e 108 le Stelle del Destino.
Come in altri giochi di ruolo, i personaggi di Suikoden III possiedono una varietà di statistiche che determinano l'abilità di combattimento nel gioco. Tuttavia, i personaggi possono anche apprendere abilità specifiche; per esempio, l'abilità "Para" consente a un personaggio di difendersi dagli attacchi più spesso, mentre altre abilità possono aumentare il danno o accelerare il lancio di incantesimi. Personaggi diversi hanno affinità per abilità diverse e il limite massimo di ciascuno di essi sul numero di abilità che possono apprendere è variabile. I gruppi possono essere composti da un massimo di 6 personaggi che partecipano al combattimento e un personaggio di "supporto" che aggiunge un'abilità speciale al gruppo, come ad esempio il recupero di alcuni punti ferita dopo la battaglia. Se tutti e 6 i personaggi perdono tutti i loro punti ferita (e sono quindi KO), il gioco finisce e il giocatore deve ricominciare. Esistono eccezioni per alcune battaglie della trama in cui la vittoria è facoltativa; il giocatore può perdere e la trama continua, anche se in modo leggermente diverso.
Le battaglie in Suikoden III si svolgono su un campo di battaglia continuo, a differenza delle file statiche davanti e dietro dei precedenti Suikodens. I personaggi sono ancora allineati in file all'inizio della battaglia, ma il personaggio davanti e dietro in ogni riga sono controllati come una coppia. Ad esempio, selezionando di lanciare un incantesimo runico con il personaggio nell'ultima fila della coppia, il personaggio nella prima fila lo difenderà mentre sta lanciando. D'altra parte, scegliendo di attaccare, un personaggio in prima fila si muoverà verso il nemico e colpirà.
Le rune, la principale fonte di magia nel mondo di Suikoden, sono generalmente gestite in modo simile ad altri giochi di Suikoden . I personaggi hanno un certo numero di utilizzi degli incantesimi per "livello dell'incantesimo"; per esempio, un personaggio con 4 slot incantesimo di livello 1 e una runa dell'acqua potrebbe lanciare "Kindness Drops" (l'incantesimo della runa dell'acqua di livello 1) 4 volte. Altre rune offrono vantaggi diversi e alcune possono essere utilizzate tutte le volte che lo si desidera. Poiché il combattimento di Suikoden III si svolge su un campo dove il movimento è libero, alcuni degli effetti delle rune sono stati reinterpretati rispetto ad altri giochi per colpire delle aree. Ad esempio, alcuni effetti delle rune di fuoco che colpivano solo i nemici nei precedenti giochi di Suikoden ora colpiscono un'area generalizzata, il che significa che potrebbero influenzare gli alleati che si sono avvicinati troppo. Gli incantesimi delle rune fanno sì che l'incantatore sia in uno stato in cui può essere vulnerabile a attacchi che possono per rallentare o fermare il lancio dell'incantesimo. Il tempo necessario per cantare varia a seconda delle capacità del personaggio e dell'entità dell'incantesimo.
In alcuni punti del gioco, sono degli eserciti a scontrarsi e viene utilizzato un sistema di battaglia strategico, simile a quelli visti nei giochi di strategia a turni militari. Questi sono impostati su un grafo, un insieme di vertici collegati. Alcuni luoghi sulla mappa offrono vantaggi speciali per le unità che li occupano, come un bonus di difesa per una foresta o per i bastioni di un castello, o cure gratuite automatiche per una base operativa. Quando attaccano, le unità in altri nodi adiacenti allo spazio attaccato possono aiutare, dando un bonus all'attacco. Quando le unità dell'esercito si impegnano in combattimento (generalmente con un'unità che si sposta in uno spazio occupato da un'unità ostile), viene utilizzato il sistema di battaglia standard di Suikoden III, sebbene una varietà estremamente accelerata in cui non vengono emessi ordini e i personaggi agiscono in base a un semplice AI . I leader possono aiutare le loro unità dell'esercito con una varietà di abilità speciali e magia runica. Ciascuna parte richiede anche uno stratega; migliore è lo stratega, più mosse può fare quella parte prima che il proprio turno sia finito. Le battaglie strategiche terminano quando gli obiettivi della missione preimpostati vengono completati, generalmente per prendere un nodo sulla mappa per missioni offensive, o per mantenere con successo un nodo o scappare per impegni difensivi. In alternativa, possono finire con un fallimento se un personaggio principale viene sconfitto.
Suikoden III offre anche una serie di minigiochi, come il gioco d'azzardo sui dadi, i giochi di carte e le corse di cavalli. Questi minigiochi sono generalmente accessibili dal castello di Budehuc.

## Colonna sonora
La musica di Suikoden III è stata composta da Michiru Yamane, Keiko Fukami e Masahiko Kimura . La voce della traccia di apertura " Ai wo Koete " (solitamente tradotta come "Exceeding Love" o "Transcending Love") è stata eseguita da Himekami . La colonna sonora è stata pubblicata su 2 CD il 24 luglio 2002 come Genso Suikoden III Original Soundtrack . Miki Higashino, che aveva composto i temi principali di Suikoden e la maggior parte della musica nei primi due giochi, non ha partecipato alla colonna sonora, il che spiega la notevole differenza di stile rispetto alle colonne sonore precedenti. L'11 settembre 2002 è uscita la raccolta Genso Suikoden III ~Rustling Wind~, contenente 10 tracce del gioco con nuovi arrangiamenti. L'arrangiamento è stato fatto da un gruppo che si faceva chiamare "bosque aroma" composto da Shusei Murai, Jiro Okada e Mantell Nonoda.

## Sviluppo
Suikoden III è stato sviluppato dalla stessa squadra di Suikoden II, per la maggior parte. Nel giugno 2002, appena un mese prima della sua uscita, alcuni membri del team di Suikoden III hanno lasciato Konami, incluso il creatore della serie Yoshitaka Murayama. Il programmatore Keiichi Isobe ha assunto la carica di Senior Director dopo la partenza di Murayama. Con la rimozione dei nomi di Murayama e degli altri dimissionari dai titoli di coda, i fan hanno ipotizzato che un caso di ingerenza aziendale lo avesse costretto ad andarsene, ma lo stesso Murayama lo nega e afferma che i loro rapporti rimangono amichevoli e che l'omissione dei titoli di coda fosse dovuta a una politica aziendale Konami di non accreditare gli ex dipendenti. La sequenza video di apertura di Suikoden III è stata sviluppata e prodotta dal team responsabile dell'animazione dei giochi di Suikogaiden ; dopo il completamento del secondo gioco di Suikogaiden, il team Suikogaiden e il team Suikoden III si sono fusi e hanno continuato a sviluppare Suikoden IV e Suikoden V.
Konami non ha pubblicato Suikoden III nei territori PAL. Una versione europea è stata annunciata ma annullata pochi mesi prima dell'uscita, presumibilmente a causa di problemi con gli strumenti di conversione. La politica di Konami a quel tempo era che tutti i giochi PAL dovevano essere completamente tradotti nelle rispettive lingue e che l'uscita del gioco solo in inglese non era un'opzione. Le petizioni per modificare la decisione di Konami in materia non hanno avuto successo. Suikoden III sarebbe finalmente uscito nei territori europei il 23 giugno 2015 come PS2 Classic su PlayStation Network.

## Accoglienza
Entro la fine del 2002, 377.729 copie di Suikoden III sono state vendute in Giappone. Le vendite americane sono state di 190.000 copie in totale.
Il gioco ha ricevuto recensioni "favorevoli" secondo il sito Web di aggregazione di recensioni Metacritic. In Giappone, Famitsu gli ha assegnato un punteggio di 31 su 40.
GameSpot ha detto che "aveva le caratteristiche di un classico" e che "la trama è più matura di quella dell' 'RPG con il tipico cattivo che minaccia di distruggere il mondo' "; la sua unica critica era che "a parte il tema sorprendente che accompagna il film di apertura, la musica è in gran parte insignificante".  Jeremy Dunham di IGN ha detto che il gioco era "tanto vicino alla perfezione come avrei potuto sperare. Una semplice raccomandazione a tutti i fan dei giochi di ruolo, indipendentemente dalla loro dedizione."
Le critiche tendevano a cadere in due campi. Alcuni, come la recensione di Official PlayStation Magazine, hanno ritenuto che il gioco si trascinasse troppo a lungo: "Con ogni capitolo sono diventato sempre più scoraggiato dalla mancanza di azione e dalla quantità schiacciante di storia che mi veniva imposta... Suikoden III ti costringe a passare così tanto tempo a intrecciarsi dentro e fuori le diverse trame che a malapena hai il tempo di goderti qualsiasi combattimento."  Altri provenivano da alcuni fan dei primi due Suikoden che ritenevano che Suikoden III avesse alterato troppo ciò che gli piacevano dei primi due giochi.
Il gioco ha vinto sia il premio di GameSpot che di IGN per il gioco di ruolo dell'anno del 2002. È stato il secondo classificato per il premio annuale ' Best Story on PlayStation 2" di GameSpot, che è invece andato a Medal of Honor: Frontline . Nel 2007, IGN ha assegnato a Suikoden III il 24º posto nella lista della retrospettiva dei 25 migliori giochi per PS2 di tutti i tempi, e più tardi nel 2010 si è aggiudicato il 47º posto nella classifica dei 100 migliori giochi per PlayStation 2 di IGN.

## Prodotti correlati
Una serie manga in 11 volumi basata su Suikoden III di Aki Shimizu è stata pubblicata da Tokyopop nel 2004 in Nord America. C'era anche una piccola quantità di merchandising fatta con i tre personaggi principali, che avevano delle loro figurine uscite nella collezione di figurine Suikoden di Yamato Toys, solo per il Giappone.
Brady Games è stato incaricato da Konami di scrivere la guida strategica ufficiale per gli Stati Uniti. Della guida sono stati co-autori Jeremy Dunham di IGN e Laura Parkinson di Brady, ma per ragioni sconosciute, non è mai stata pubblicata.